# Harald Maddadsson
Vous lisez un « bon article » labellisé en 2010.
Harald Maddadsson, Haraldr Maddaðarson en vieux norrois, Aralt mac Mataid en gaélique, (1134 – 1206) fut comte des Orcades et mormaer de Caithness de 1139 à 1206. Il est le fils de Matad, mormaer d'Atholl, et de Marguerite, fille de Haakon Paulsson, comte des Orcades. Descendant des rois écossais, ses origines sont à la fois scandinaves et gaéliques.
Harald Maddadsson devient un très important personnage du nord de l'Écosse et joue un rôle majeur dans la politique écossaise du XIIe siècle. L'Orkneyinga saga le représente comme un des trois plus puissants comtes des Orcades avec Sigurd Eysteinsson et Thorfinn Sigurdsson.

## Contexte
Au début du XIIe siècle, le comté des Orcades, bien qu'affaibli en comparaison de l'époque de Thorfinn Sigurdsson, contrôle toujours le Caithness et a encore d'importantes possessions dans le Sutherland et les Hébrides extérieures. C'est pourquoi le roi David Ier d'Écosse s'intéresse de très près à la succession de ce comté. Matad et Marguerite se marient avant 1134, peu de temps après que David mate une importante révolte impliquant Angus Mac Aedh, petit-fils du roi Lulach, et Máel Coluim mac Alaxandair, fils illégitime d'Alexandre Ier, frère de David, et qu'il étend son pouvoir aux provinces de Moray et Ross. Le neveu de David, William Fitzduncan, est nommé pour gouverner le Moray, et la possibilité d'accorder à Matad, qui jouit d'un pouvoir important en Atholl sur les terres du royaume, l'administration des terres situées au nord de la Mounth est évoquée. Son mariage avec Marguerite, la fille d'Haakon, va dans ce sens.
Harald Maddadsson naît peu de temps avant que Rognvald Kali Kolsson ne prenne possession des Orcades, à la mort du comte Paul Haakonsson. L'Orkneyinga Saga indique que Paul aurait abdiqué et qu'il aurait été assassiné sur ordre de la mère d'Harald. Le comte Paul n'était pas apprécié des femmes de sa famille. Sa mère et sa sœur, Frakkok, avaient déjà essayé de le tuer avec une chemise empoisonnée qui causa en fait la mort de son frère Harald Haakonsson. Rognvald représente la faction pro-norvégienne du comté. On dit que Frakkok et ses partisans ont d'abord eu l'intention de prendre le parti du fils d'Harald Haakon, Erlend Haraldsson, pour succéder à Paul. Toutefois, Matad et Marguerite, avec l'appui du roi David, imposent Harald Maddadson pour codiriger le comté avec Rognvald,.

## Jeunesse

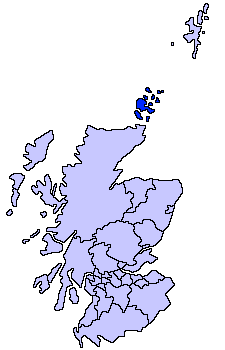
Localisation géographique des Orcades.

La principale menace pour Harald Maddadsson et Rognvald Kali Kolsson vient d'Erlend Haraldsson, et plus particulièrement de ses partisans parmi lesquels on trouve Frakkok. La vieille conspiratrice est toutefois rapidement écartée, après avoir été assassinée près d'Helmsdale. L'Orkneyinga Saga désigne Svein Asleifsson comme son meurtrier, et raconte qu'il est arrivé en Caithness par le sud, en provenance d'Atholl, avec la bénédiction de Rognvald et l'aide de Matad.
Durant la jeunesse d'Harald, alors que le pouvoir est exercé conjointement entre Rognvald et les conseillers d'Harald choisis par le roi David, les Orcades jouissent d'une relative stabilité, malgré les meurtres très courants à cette époque, comme celui du comte Valthof, qui demeure mystérieux. En 1150 et 1151, Harald visite la Norvège avec Rognvald, et rencontre probablement le roi Inge Ier de Norvège. C'est au cours de ce voyage que Rognvald prend sa décision de participer à la croisade.

### Les comtes Rognvald, Harald et Erlend
Après le retour d'Harald aux Orcades et le départ de Rognvald Kali Kolsson en croisade, le roi Eystein II de Norvège, frère aîné d'Inge, part en expédition contre le comté des Orcades. Il rencontre alors Harald près de Thurso et le capture. Harald est libéré en échange d'une rançon et de sa promesse de prêter serment à Eynstein. Ce dernier mène ensuite des raids sur les côtes écossaises et anglaises.
Probablement en réponse aux agissements d'Eystein, le roi David offre la moitié du Caithness au cousin d'Harald, Erlend Haraldsson. Il en résulte un conflit politique qui se termine par l'assassinat d'Erlend en 1154. Rognvald est également tué en 1158. Une fois encore, Svein Asleifsson semble impliqué dans ce meurtre. En 1153, le roi David meurt et son petit-fils Malcolm IV d'Écosse le remplace. Le roi Eynstein meurt également au cours d'une guerre l'opposant à ses frères Inge et Sigurd et à l'issue de laquelle Inge est le seul fils d'Harald IV de Norvège à sortir vivant. Ainsi, en 1158, Harald Maddadsson est comte des Orcades et ni le roi d'Écosse ni celui de Norvège ne sont en mesure de contester son pouvoir.

## Le comte Harald et les ennemis du roi

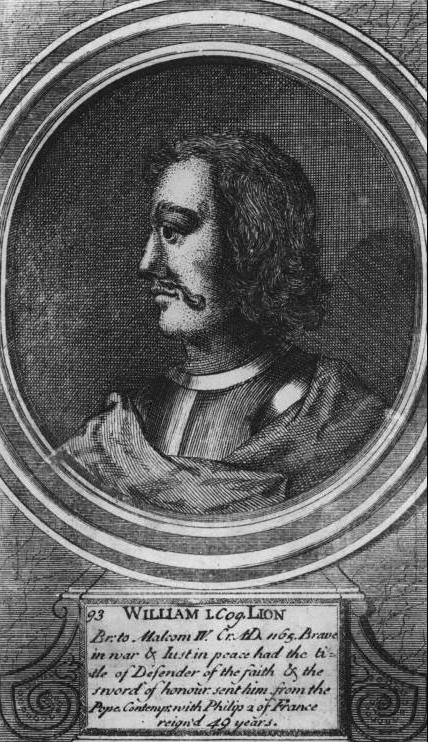
Guillaume Ier a vu sa domination dans le nord de l'Écosse fortement contrariée par Harald.

À compter de la mort de Rognvald, Harald Maddadsson poursuit une politique consistant à soutenir les ennemis des rois d'Écosse, d'abord Malcolm IV, qui meurt très jeune, puis son frère Guillaume Ier. Parmi les opposants au royaume qu'il soutient, on trouve notamment Somerled, roi d'Argyll et des Hébrides (qui épouse la cousine du comte Harald, Ragnhild de l'île de Man), les fils de Máel Coluim mac Alaxandair, fils illégitime d'Alexandre Ier d'Écosse, lui-même détenu prisonnier à Roxburgh, les Meic Uilleim, les descendants de William Fitzduncan et les MacHeth.
Une expédition menée à Ross par le roi Guillaume et son frère le comte David en 1179 pourrait être liée aux activités d'Harald,. Deux ans plus tard, on pense qu'Harald joue un rôle dans la rébellion de Domnall, fils de Máel Coluim mac Uilleim, qui éclate en Ross et en Moray. Cette révolte n'est pas matée avant 1187,.
La révolte manquée détériore encore les relations entre le comte Harald et le roi Guillaume. Après 1187, des nobles écossais ou même d'origine normande sont installés en Ross et en Cromarty, ainsi qu'il avait été procédé plus tôt en Moray. La famille de Moravia, anglicisé en Moray ou Murray, et dont est plus tard issu Andrew Murray, se voit offrir des terres dans ces régions, et ce n'est pas un cas isolé. Quand le roi Guillaume tombe malade en 1195, le conflit prend une nouvelle ampleur et se termine par des affrontements directs entre 1197 et 1201. Au cours de cette guerre, Guillaume offre des terres en Caithness à Harald le Jeune, petit-fils de Rognvald Kali, en 1197. Harald le Jeune est tué par Harald Maddadson l'année suivante,,.
L'Orkneyinga Saga indique que Guillaume fait appel au roi de Man, Ragnald Guthredsson, pour se battre contre Harald. Ragnald a de vraies raisons de revendiquer les territoires d'Harald, car la mère de ce dernier était la fille cadette du comte Haakon Paulsson, tandis que la fille aînée de celui-ci a épousé le roi de l'Île de Man (bien que le père de Ragnald, Geoffroy de Man, ne soit que le beau-fils de cette femme). Harald reprend cependant possession du Caithness à cette époque. Dans cette campagne, datant de 1201, la Saga raconte qu'Harald s'est rendu à la forteresse de l'évêque Jean de Caithness à Scrabster. L'évêque Jean va à la rencontre d'Harald, apparemment pour l'accueillir, mais le comte le capture, le torture et le mutile. La Gesta Annalia reporte qu'Harald a ainsi traité Jean car il le soupçonnait d'être un informateur chargé d'entretenir son conflit avec et Guillaume.
La création du siège de Jean dans le Caithness en 1189-1190 vise incontestablement à étendre l'autorité écossaise dans cette région. Le nouvel évêché est contestable et Jean entre rapidement en conflit avec Harald Maddadsson et l'évêque des Orcades, Bjarni Kolbeinsson. Le conflit, présenté comme une dispute concernant les sommes d'argent envoyées à la papauté, arrive aux oreilles du pape Innocent III, qui écrit à l'évêque Bjarni et à l'évêque de Rosemarkie (ou Ross) pour empêcher Jean d'interférer avec cette collecte.
Le roi Guillaume, considérant que le traitement subi par Jean justifie d'entrer en guerre avec Harald, mène une importante armée vers le nord en 1201-1202. Cette armée est selon les dires tellement importante qu'Harald capitule sans combattre et accepte de donner le quart des revenus du Caithness à Guillaume. À cette époque, le fils d'Harald, Thorfinn, est capturé par les Écossais. On ne sait pas si cette capture est une revanche pour le traitement de Jean, ou une façon de harceler Harald, ou si elle est liée aux prétentions que Thorfinn pourrait un jour avoir sur le trône de par sa mère (la Lady de Moray). Toujours est-il qu'il est rendu aveugle et émasculé, puis meurt peu de temps après en prison,.
Harald Maddadson entre également en conflit avec le roi norvégien. Des guerriers des Orcades et des Shetland (les Øyskjeggs) menés par le beau-frère d'Harald, Olaf, attaquent le roi Sverre de Norvège au nom de Sigurd Magnusson. Ce dernier est le fils du roi précédent, Magnus V de Norvège, et prétend au trône. Olaf est rejoint par Hallkjell Jonsson, beau-fils du comte norvégien Erling Skakke et beau-frère du roi Magnus V. Le roi Sverre et ses forces rencontrent les Øyskjeggs au printemps 1194. Les deux flottes s'affrontent le 3 avril 1194 à la bataille de Florvåg, près de l'Askøy, une île juste au nord de Bergen. L'expérience des vétérans norvégiens est alors décisive. Le roi Sverre vainc Sigurd Magnusson et Hallkjell Jonsson et leurs hommes. Il semble penser qu'Harald est impliqué dans cette affaire et, après la bataille, il le punit soutenant le prétendant Harald Ericksson et en s'emparant des Shetland, qu'Harald ne recouvre pas de son vivant.
En 1202, le pape Innocent, persuadé qu'Harald n'est pas personnellement responsable du traitement infligé à l'évêque Jean, écrit à l'évêque Bjarni en lui ordonnant de s'assurer que Lumberd, un homme d'Harald que l'on a accusé du crime, soit sévèrement puni. Harald meurt cette même année de causes naturelles après un long règne riche en événements de 65 ans. Il est alors âgé de 72 ans.

## Les Haraldsson
La première femme d'Harald se nomme Affrica, un nom gaélique que porte également une fille de Fergus de Galloway. Ils ont quatre enfants ensemble, Heinrek † 1215, Haakon † 1170, Helena et Margaret.
La seconde femme d'Harald, selon l'Orkneyinga Saga, est Hvarflod (parfois nommée à tort Gormflaith), fille du comte Malcolm de Moray, qu'il épouse vers 1168, et avec laquelle il a six enfants : Thorfinn † 1202, David, Jon, Gunnhild, Herborga et Langlif. Le père d'Hvarflod semble être Máel Coluim mac Aedh, un héritier de la dynastie Moray/Loairn et, dans ce cas, ses fils peuvent éventuellement revendiquer le trône d'Écosse,. Le roi Guillaume demande d'ailleurs à Harald de répudier Hvarflod comme condition de paix. Parmi les survivants de la famille Haraldsson, David et Jon deviennent comtes des Orcades conjointement à la mort de leur père, tandis qu'Heinrek † 1215 (Eanric mac Arailt mac Mataidh) gouverne Ross. On ne sait rien de plus sur Heinrik et le comte David Haraldsson meurt de maladie en 1214, laissant Jon gouverner seul jusqu'en 1231.
En 1222, Jon est impliqué, indirectement, dans un incendie au cours duquel l'évêque Adam de Caithness trouve la mort dans son hall à Halkirk. Jon est accusé d'entretenir le mécontentement. Le roi Alexandre II d'Écosse entreprend de lourdes représailles pour ce meurtre, afin de satisfaire le pape Honorius III. L'auteur de l'Orkneyinga Saga indique que « la punition infligée par Alexandre pour le meurtre de l'évêque, par mutilation et mort et confiscation des terres, est encore dans les mémoires » . Par ailleurs Harald le fils de Jon gardé comme otage par le roi Håkon IV de Norvège meurt moyé en 1226.
Jon Haraldsson est tué en 1231 à Thurso dans le Caithness. Il était contesté par Snaekoll Gunnisson, dont la mère Ragnhildr était une petite-fille de Rognvald Kali Kolsson, qui lui avait demandé s'ils pouvaient se partager le royaume, comme cela se faisait autrefois.
Les partisans de Jon et Snaekoll s'affrontent jusqu'à ce que le roi Håkon IV de Norvège décide d'intervenir. Une rencontre est prévue, mais le bateau transportant en Norvège les partisans de Jon et sa famille est perdu en mer. Ainsi, les Orcades demeurent sans comte entre 1231 et 1236. En 1236, le comté est offert par Håkon IV de Norvège à Magnus, fils de Gille Brigte, mormaer d'Angus. Bien que gouvernées par les seigneurs d'Angus, de Strathearn et Sinclair, les Orcades restent possession du royaume de Norvège.